# Arial Mendy
Arial Benabent Mendy, né le 7 novembre 1994 à Ziguinchor, est un footballeur international sénégalais qui évolue au poste de défenseur au Beitar Jérusalem.

## Biographie
Arial Mendy joue son premier match professionnel en Ligue 2 avec le Racing Club de Lens lors d'une victoire 2 à 0 contre l'US Orléans, le 27 juillet 2018.
Il inscrit son premier but dans ce championnat avec l'US Orléans, le 24 janvier 2020, lors de la réception de l'EA Guingamp (victoire 2-0).